# Protesten in Hongkong in 2019-2020
De protesten in Hongkong in 2019-2020 waren een reeks van demonstraties in de speciale bestuurlijke regio Hongkong, die in eerste instantie gericht waren tegen de door de regering van Hongkong voorgestelde uitleveringswet van 2019.
De protesten begonnen half maart 2019 en mondden later dat jaar uit in massale demonstraties. De bijeenkomsten werden georganiseerd door het CHRF (Burgermensenrechtenfront), een platform van zo'n 45 politieke belangenorganisaties in Hongkong. Aan de bijeenkomsten namen meer dan een miljoen mensen deel. Ook werd er in diverse steden buiten China gedemonstreerd door Hongkongers en lokale sympathisanten. Het waren de omvangrijkste protesten in China sinds het Tiananmenprotest in Beijing op 4 juni 1989. De Chinese regering omschreef de protesten enkele maanden na het begin als 'de grootste crisis in Hongkong sinds de machtsoverdracht in 1997'. Halverwege augustus 2019 waren de demonstranten verdeeld in twee kampen: de 'vreedzamen' en de 'vechters'.
Nadat de demonstraties maandenlang hadden aangehouden, werd op 4 september 2019 het omstreden wetsvoorstel ingetrokken. Daarmee kwam er echter nog geen eind aan de demonstraties.

## Achtergrond
Bij de overdracht van de voormalige Britse kroonkolonie aan China in 1997 is afgesproken dat Hongkong ten minste vijftig jaar lang zijn eigen wetten, rechtspraak en politieke vrijheden zou behouden, volgens het Een land, twee systemen-principe.
Met de voorgestelde uitleveringswet kunnen de lokale autoriteiten verdachten uitleveren aan landen waarmee Hongkong geen uitleveringsverdrag heeft, waaronder China en Taiwan. Tegenstanders van het wetsontwerp vrezen dat dit het onafhankelijke rechtssysteem van Hongkong zal ondermijnen. Ook wordt gevreesd dat de Chinese regering de wet zou kunnen gebruiken om dissidenten vast te zetten.

## Eisen van de demonstranten
De demonstranten eisten in eerste instantie enkel de terugtrekking van de uitleveringswet. Na de escalatie van het politieoptreden op 12 juni en het uitstellen van de wet op 15 juni formuleerden de demonstranten de volgende vijf doelstellingen:
- Volledig intrekken van de uitleveringswet uit het wetgevende proces
- Niet bestempelen van de demonstraties als "rellen"
- Vrijlating en ontslag van alle rechtsvervolging van de gearresteerde demonstranten
- Instellen van een onafhankelijke commissie om onderzoek te doen naar het gebruikte geweld van de politie
- Ontslag van Chief Executive Carrie Lam en de invoering van het algemeen kiesrecht voor de Wetgevende Raad en de Chief Executive

## Verloop

### Maart en april 2019
Demosistō hield op 15 maart een sit-in-protestevenement in het overheidsgebouw van Hongkong. Het was het eerste protest tegen de uitleveringswet. Op 31 maart 2019 organiseerde het CHRF de eerste demonstratie tegen de uitleveringswet. Claudia Mo, de voorzitter van het pro-democratiekamp, en Lam Wing-Kee, een uitgever die in 2015 door Chinese agenten ontvoerd was, leidden de bijeenkomst. Hooggeplaatste democratische activisten, zoals kardinaal Joseph Zen, advocaten Martin Leen en Margaret Ng, en Apple Daily-eigenaar Jimmy Lai waren ook bij de demonstratie aanwezig. Volgens de organisatoren waren er 12.000 demonstranten, terwijl de politie sprak van 5.200. Op 28 april was er een tweede demonstratie tegen de uitleveringswet. De politie schatte hier het aantal deelnemers op 22.800, de organisatoren meldden echter dat er 130.000 mensen op de been waren. Carrie Lam volhardde echter in haar standpunt dat de wet aangenomen moest worden. De urgentie van de wet werd door Lam beargumenteerd met het feit dat Chan Tong-Kai, de verdachte van de moord in Taiwan die de aanleiding vormde voor de uitleveringswet, in oktober vrijgelaten zou worden. In april waren er tevens protesten tegen de veroordeling van leiders van de protesten in Hongkong in 2014. In 2014 werd vooral geprotesteerd tegen de Chinese inmenging in de kandidatenlijst voor de verkiezingen van de Chief Executive of Hong Kong in 2017. Deze protesten brachten uiteindelijk geen concrete veranderingen teweeg.

### Juni

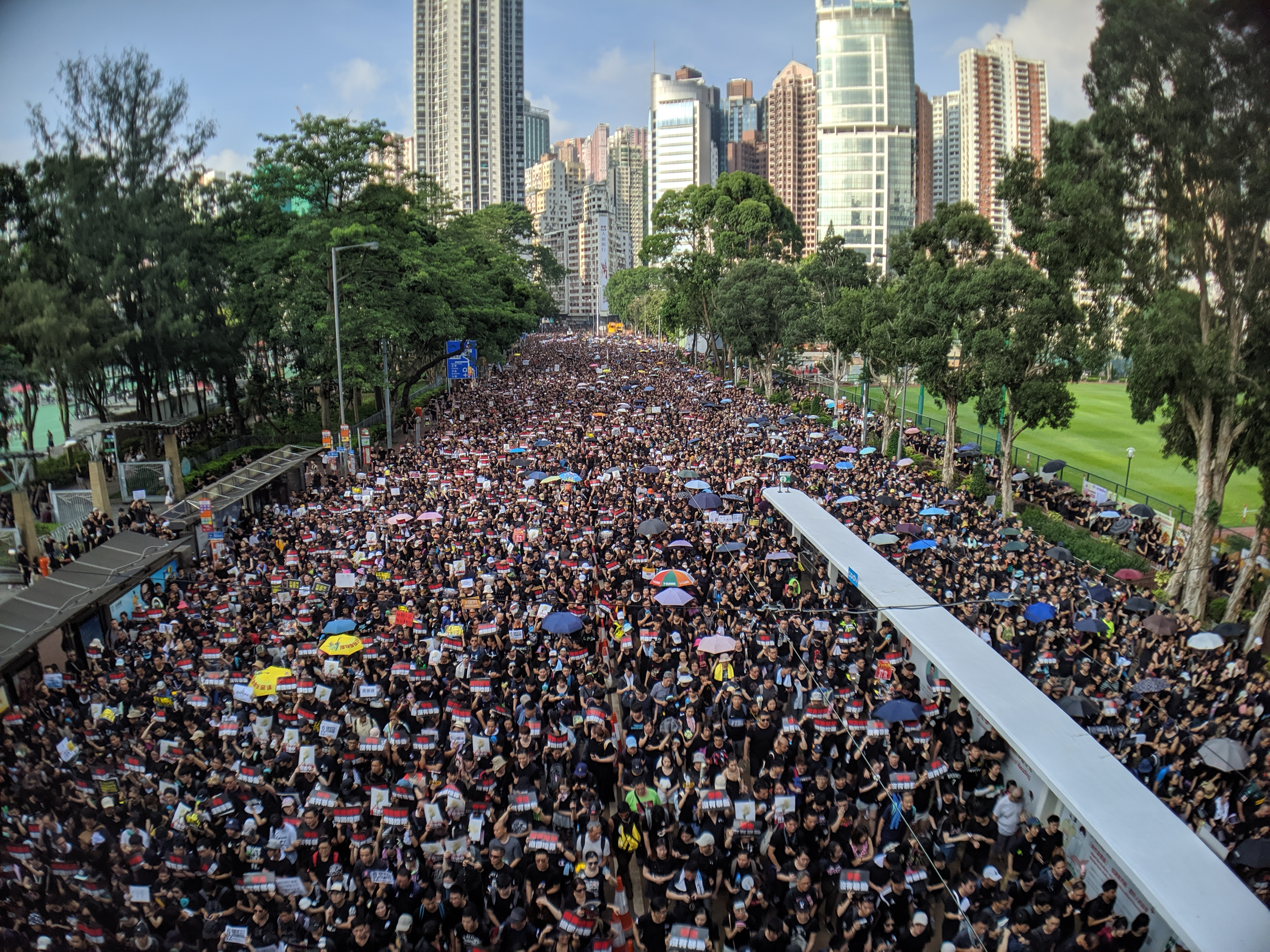
Demonstratie op 16 juni 2019 met twee miljoen deelnemers (volgens de organisatoren).

Op 12 juni 2019 stond de tweede behandeling van de uitleveringswet gepland, maar dit kon niet doorgaan vanwege aanhoudende protesten bij het gebouw van de Wetgevende Raad. Een aantal demonstranten drong het gebouw binnen, en werd vervolgens door de politie verdreven met gebruik van traangas en rubberen kogels. Er raakten meer dan zeventig mensen gewond, voornamelijk demonstranten, politieagenten en journalisten. De regering van Hongkong karakteriseerde de protestacties als rellen, onder meer vanwege brandstichten en het gooien van stenen richting de politie. Het hardhandige optreden van de politie werd ook sterk bekritiseerd, in het bijzonder vanwege agressie tegenover journalisten.
Op 15 juni 2019 stelde Lam de behandeling van het wetsontwerp voor onbepaalde tijd uit, maar het wetsvoorstel zou niet worden ingetrokken. Daarop kwam het op 16 juni tot een nieuwe protestmars door het stadscentrum. De regering werd opgeroepen om het wetsontwerp helemaal in te trekken. Verder eisten de demonstranten het aftreden van Lam, de vrijlating van gearresteerde demonstranten en de aanstelling van een onafhankelijke onderzoekscommissie om het handelen van de politie te onderzoeken. Vertegenwoordigers van het CHRF spraken over meer dan twee miljoen deelnemers, andere schattingen zijn enkele honderdduizenden mensen. Omdat bij deze demonstraties een christelijk lied werd gezongen, moesten ze juridisch worden beschouwd als religieuze bijeenkomsten, waarbij de politie geen wettelijke grond heeft om in te grijpen.

### Juli

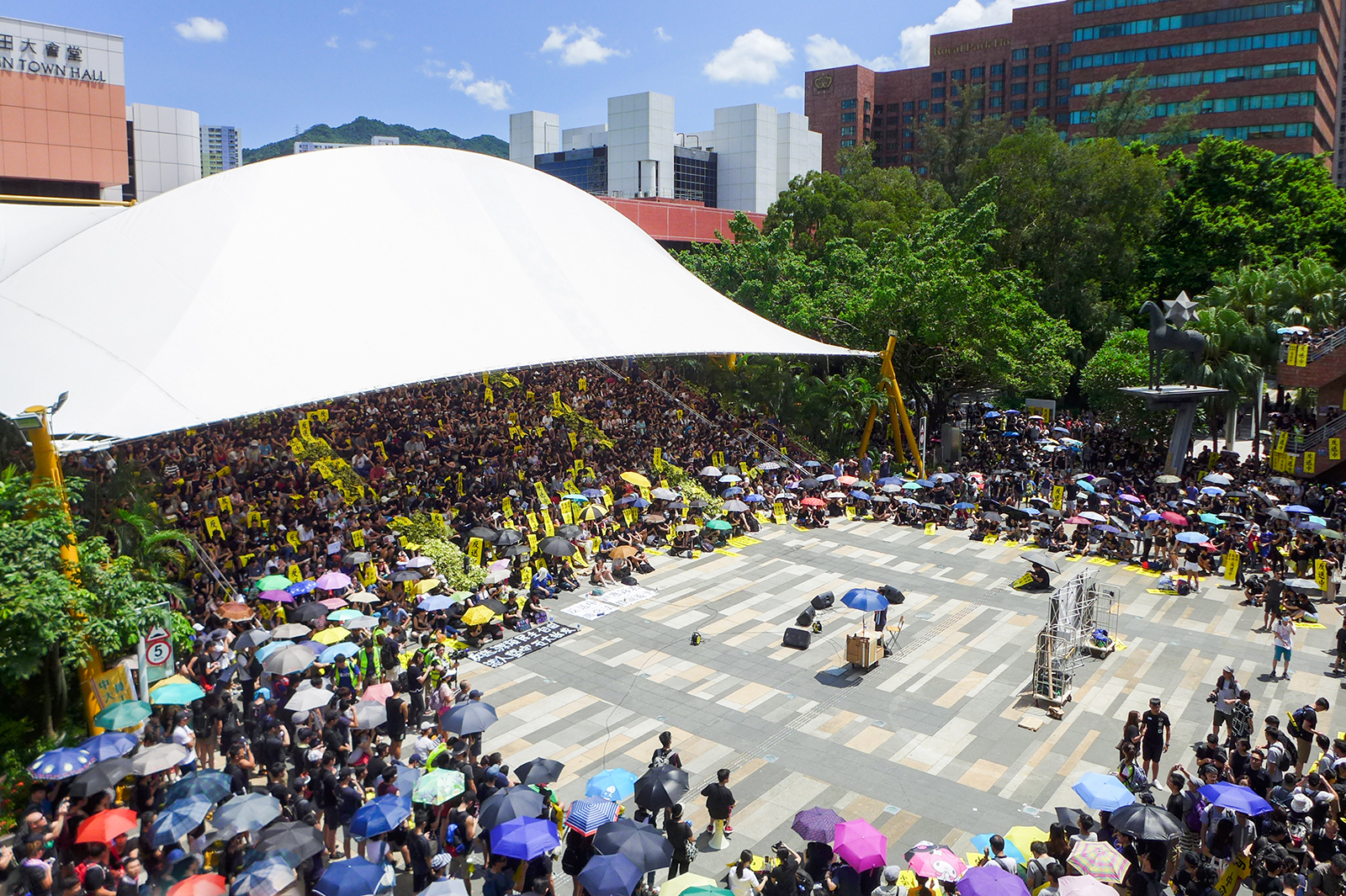
Kleurrijk parapluprotest bij het stadhuis van Sha Tin tijdens de algemene staking op 5 augustus 2019.

Op 1 juli, de dag van de teruggave van Hongkong aan China, vindt traditioneel een protestmars plaats. Deze keer demonstreerden honderdduizenden mensen vreedzaam in het centrum van Hongkong-eiland. Tegelijkertijd escaleerden de protesten bij de Wetgevende Raad, het parlement van Hongkong. Nadat honderden demonstranten het parlement bestormden en vernielingen aanrichtten, ontruimden politieagenten met schilden, wapenstokken en geweren met rubber kogels het gebied en doorzochten het parlementsgebouw. Tienduizenden inwoners van Hongkong gingen in juli 2019 de straat op voor protesten in de buurt van het financiële district. In de grenssteden Sheung Shui en Sha Tin demonstreerden ze onder andere tegen impopulaire dagjesmensen en handelaren van het Chinese vasteland. Dit resulteerde in botsingen met de politie.
Op 21 juli werden in een metrostation in het district Yuen Long demonstranten aangevallen door knokploegen, waarbij 45 mensen ernstig gewond raakten. Volgens critici kwam de politie, "ondanks schrijnend hulpgeroep" pas na meer dan een uur tussenbeide.

### Augustus

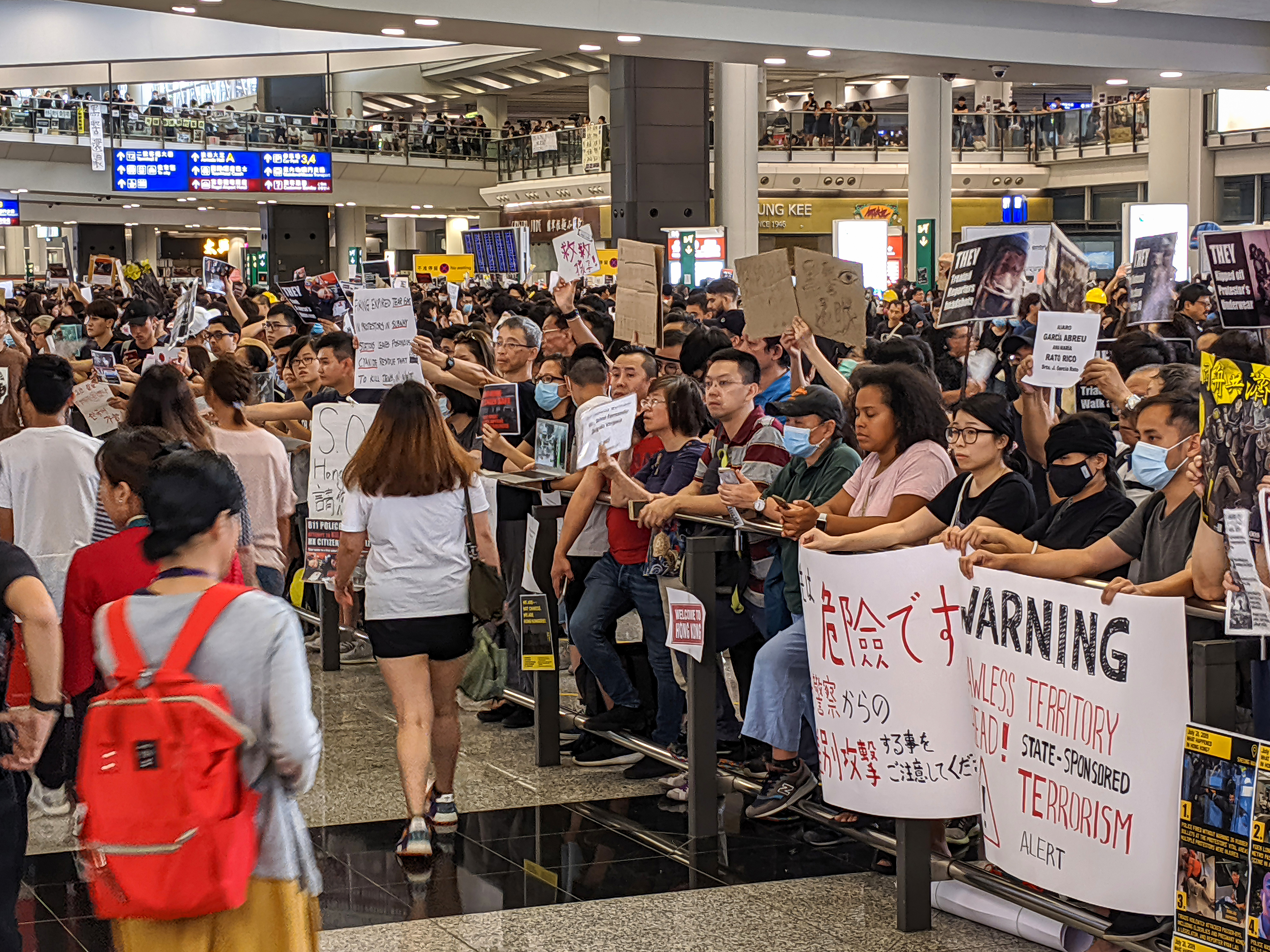
De aankomsthal van het vliegveld van Hongkong in augustus 2019.

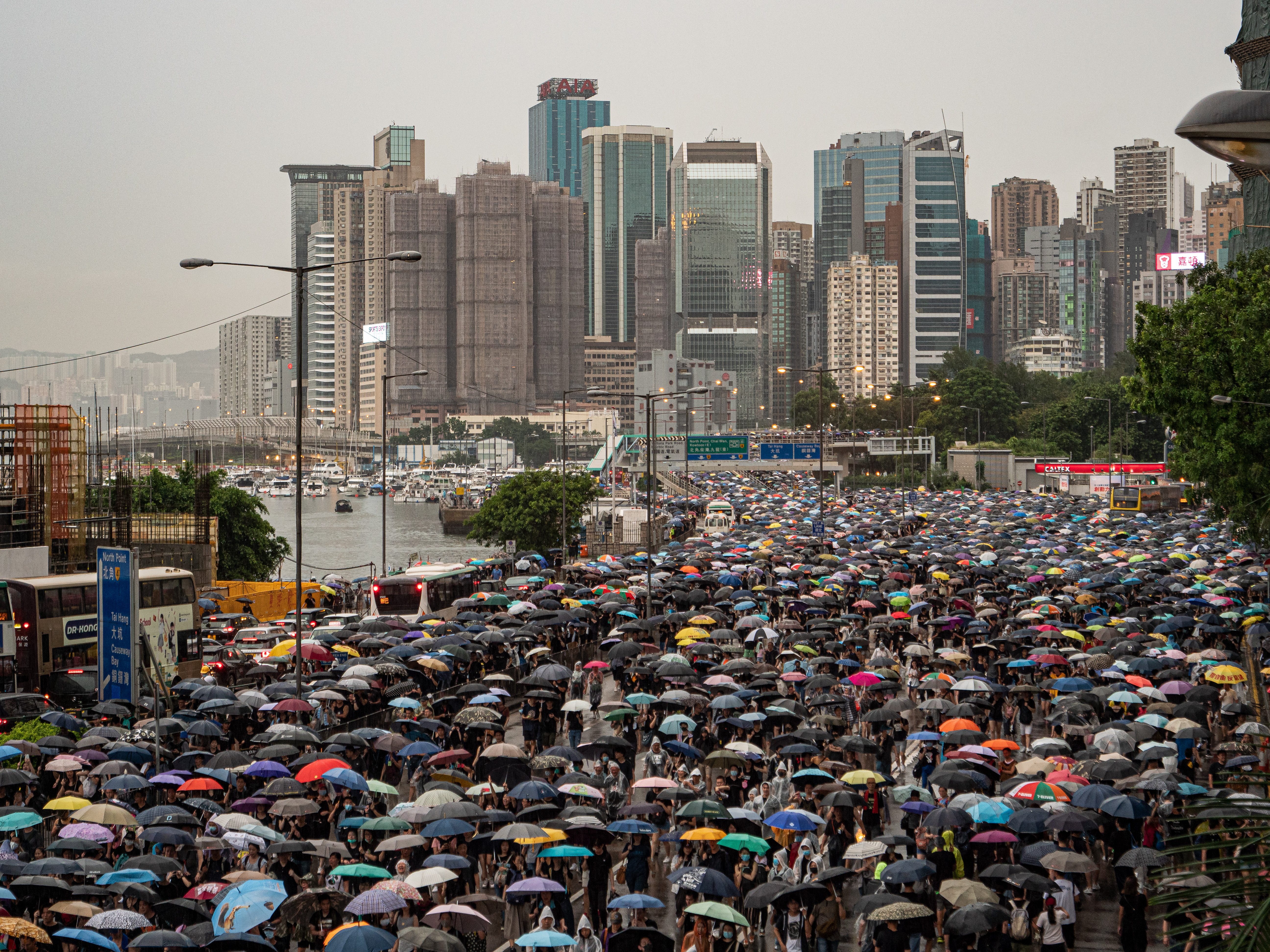
Demonstratie op 18 augustus 2019 met 1,7 miljoen deelnemers (volgens de organisatoren).

Na de aanvallen van 21 juli in het metrostation werden de protesten grimmiger en richtten zich mede tegen het politiegeweld. In het algemeen werd de toenemende invloed van de Volksrepubliek China bekritiseerd. Hongkong-bestuurder Carrie Lam werd ervan beschuldigd samen te spannen met de regering in Beijing. Op 5 augustus was er een algemene staking waarbij duizenden demonstranten het verkeer en het trein- en busvervoer lamlegden en waarbij veel vluchten werden geannuleerd.
Vanwege de voortdurende en zich uitbreidende protesten in Hongkong waarschuwde de Chinese regering op 7 augustus 2019 dat 'elke poging tot afscheiding zal worden neergeslagen'.
Op 12 en 13 augustus moesten de vluchten op Hongkong International Airport worden opgeschort omdat de aankomst- en vertrekhallen werden bezet door demonstranten die een zitstaking hielden. Veel demonstranten droegen blinddoeken als reactie op een incident op 11 augustus, waarbij in het district Tsim Sha Tsui een demonstrant (die naar verluidt als medisch vrijwilliger werkte) door een rubberen kogel van de politie ernstig gewond werd aan het rechteroog. Bovendien meldde de Chinese Global Times dat de bewapende Volkspolitie van China zich verzamelde voor een grote oefening in Shenzhen, een stad nabij de grens met Hongkong. Amerikaanse inlichtingendiensten hebben naar verluidt ook president Donald Trump laten weten dat soldaten van het Volksbevrijdingsleger naar de grens met Hongkong werden gebracht. China weigerde twee Amerikaanse oorlogsschepen de haven van Hongkong binnen te laten: het amfibisch transportschip USS Green Bay zou eigenlijk de haven op 17 augustus aandoen en de kruiser USS Lake Erie in september. Liu Xiaoming, de Chinese ambassadeur in het Verenigd Koninkrijk, dreigde in te grijpen "om de rellen snel te onderdrukken."
Op 18 augustus organiseerde het CHRF weer een grote demonstratie. DPA-verslaggevers schatten het aantal deelnemers op aanzienlijk meer dan een miljoen mensen.
De volgende dag kondigde regeringsleider Lam een dialoog aan met Hongkongers uit alle lagen van de bevolking. Ze weigerde echter op de eis van de demonstranten in te gaan voor een onafhankelijke onderzoekscommissie, die de politieoperaties van de afgelopen weken moet gaan onderzoeken.
Op 23 augustus vormden naar schatting 210.000 demonstranten een 60 kilometer lange menselijke keten in de stad om hun eisen te kracht bij te zetten. Deze zogenaamde Hongkongse weg werd georganiseerd naar voorbeeld van de Baltische Weg, die dag dertig jaar geleden. Dat was een demonstratie waarbij twee miljoen mensen een menselijke keten vormden van Tallinn via Riga naar Vilnius, om onafhankelijkheid te eisen van de Sovjet-Unie.
Op 25 augustus kwam het tot een gewelddadige confrontatie tussen politie en demonstranten. Nadat de politie een opstandige menigte met traangas uiteen probeerde te drijven, gooiden de demonstranten met molotovcocktails en stenen. Uiteindelijk verdreef de politie de demonstranten met waterkanonnen. Later die avond werd door de politie voor het eerst een schot afgevuurd, door een agent die zich door een groep demonstranten in het nauw gedreven voelde. Ondanks een verbod demonstreerden op 31 augustus opnieuw duizenden personen tegen de Hongkongse overheid. De politie gebruikte daarbij traangas en waterkanonnen tegen demonstranten bij het parlementsgebouw.
Nadat op 31 augustus de politie geen toestemming gaf voor een door het CHRF georganiseerde protestbijeenkomst, en er tevens verschillende vooraanstaande en politici waren gearresteerd, gingen honderdduizenden mensen de straat op.
Daarbij kwam het tot schermutselingen bij de regeringsgebouwen en het hoofdbureau van politie. Na een incident bij het station Prince Edward, achtervolgde de politie enkele demonstranten in de metro, waarbij de politie volgens getuigen onschuldige forenzen aanviel met pepperspray en de wapenstok.

### September
Als gevolg van de maandenlange protesten, kondigde regeringsleider Lam op 4 september aan dat ze het wetsontwerp betreffende leveringen aan China had ingetrokken. Met de formele intrekking van de wet heeft het regeringshoofd aan een belangrijke eis van de protestbeweging voldaan. Na de concessie van het regeringshoofd gingen het volgende weekend de demonstraties op kleinere schaal door, met nog steeds enkele tienduizenden deelnemers. Net als bij de protesten vijf jaar eerder, die evenwel eindigden zonder concrete politieke successen, riepen de demonstranten in Hongkong ook op tot algemeen stemrecht en herhalen zij de overige eisen van voorgaande maanden.
Studentenactivist Joshua Wong, die net als bij de protesten in 2014 een vooraanstaande rol speelde bij de protesten, vroeg bondskanselier Angela Merkel in een open brief om op te komen voor de eisen van de demonstranten tijdens haar staatsbezoek aan China in september. Hij werd vervolgens een dag in hechtenis genomen voordat hij naar Duitsland reisde voor een evenement in het restaurant van het Rijksdaggebouw. Daarbij kreeg hij niet de gelegenheid om Merkel te ontmoeten.
In plaats daarvan ontmoette Wong de Duitse minister van Buitenlandse Zaken Heiko Maas (SPD). Dit veroorzaakte een diplomatieke rel tussen Duitsland en China. Het Chinese ministerie van Buitenlandse Zaken sprak toen over "gebrek aan respect" voor de soevereiniteit van de Volksrepubliek en van inmenging in binnenlandse aangelegenheden. Het ministerie van Buitenlandse Zaken heeft de klacht afgewezen en maakte kenbaar dat vergaderingen met vertegenwoordigers van het maatschappelijk middenveld normaal zijn, omdat de federale regering zich inzet voor de vrijheid van meningsuiting. De Duitse ambassadeur werd vervolgens ontboden door het Chinese ministerie van Buitenlandse Zaken. Daar werd verontwaardiging geuit over de ontmoeting met Maas en andere Duitse politici en gesteld dat dit negatieve gevolgen zou hebben voor de Duits-Chinese betrekkingen.
De staatsmedia in China waarschuwden de demonstranten, die als eerder als "criminelen" werden neergezet, dat Hongkong "een onafscheidelijk deel van de Volksrepubliek China" was en dat elke poging tot afsplitsing zou worden "verpletterd". Aan het eind van de maand kwamen volgens de organisatoren voor het eerst sinds augustus tot 300.000 mensen bijeen in een bijeenkomst in Tamar Park.

### Oktober

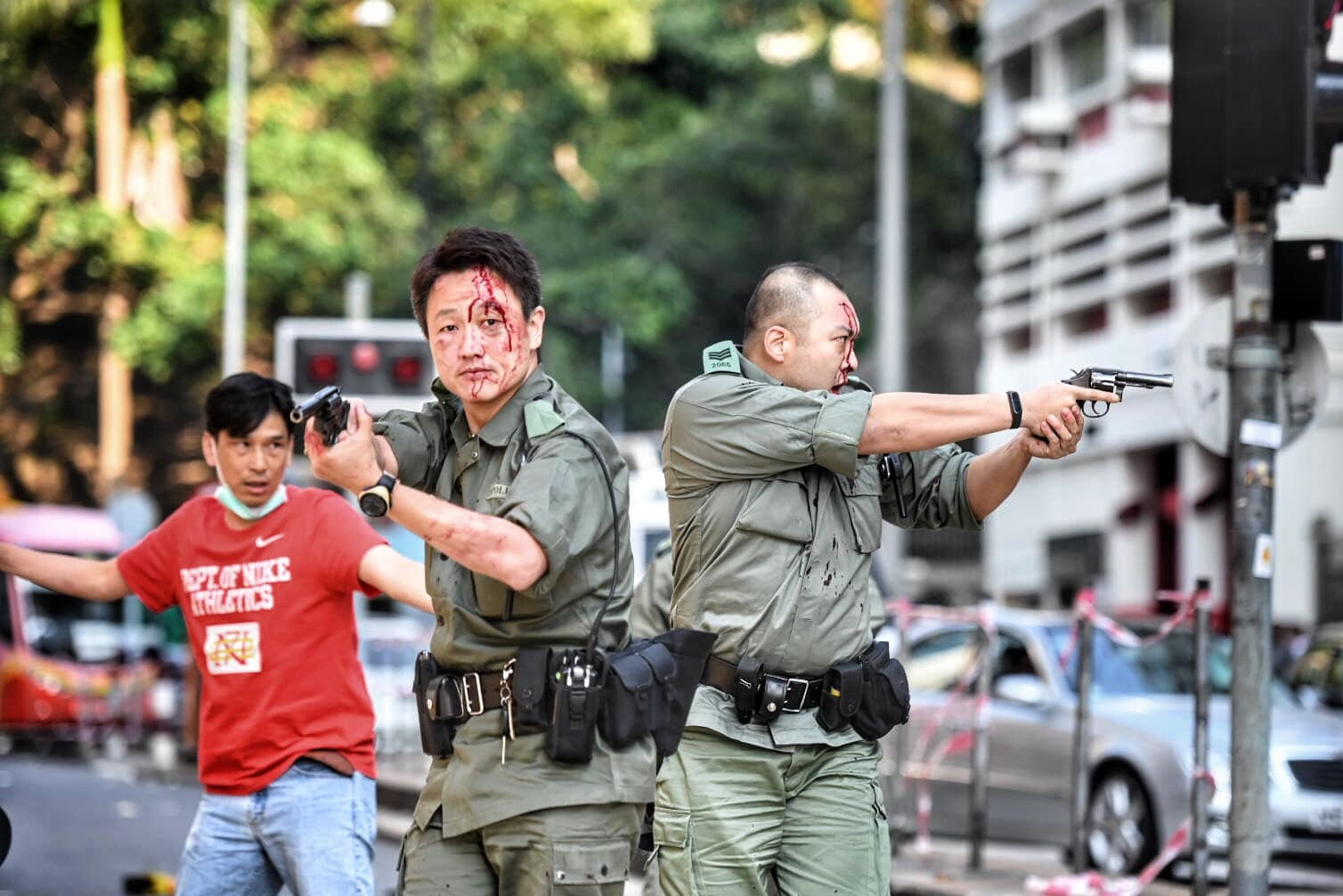
Politieagenten trekken hun dienstwapen tegen demonstranten, 1 oktober 2019.

Begin oktober escaleerde het protest nog verder, en leidde tot rellen waarbij Hongkong in feite lamgelegd werd, en de eerste economische recessie sinds 2008 in zicht kwam.
In verband met de viering van de 70e verjaardag van de Communistische Volksrepubliek China op 1 oktober, werd de militaire aanwezigheid in Hongkong verdubbeld. Op deze nationale feestdag braken 's nachts rellen uit, waarbij demonstranten molotovcocktails en stenen naar de massaal aanwezige politie gooiden en barricades in het centrum van Hongkong in brand staken. Overdag werd een 18-jarige scholier, Tsang Chi-kin, die betrokken was bij ongeregeldheden in het district Tsuen Wan, van dichtbij neergeschoten door een politieagent. Dat gebeurde toen de scholier de agent bedreigde met een metalen staaf. Het was voor het eerst tijdens de maanden durende protesten dat de politie met scherpe munitie op een persoon schoot. De scholier werd in kritieke toestand naar het Princess Margaret Hospital gebracht. De school van de student protesteerde tegen het totale agressieve gedrag van de politie van Hongkong. Sindsdien houden klasgenoten elke dag een protestbijeenkomst. Die dag werden meer dan 180 mensen gearresteerd en raakten 74 demonstranten en 25 politieagenten gewond.
Op 4 oktober vaardigde de regering een verbod op gezichtsbedekkende kleding uit. Hieronder vallen ook de gasmaskers die door de bevolking gebruikt worden bij smog en waarmee demonstranten zich ook beschermden tegen traangas. Om dit mogelijk te maken paste het bestuur een koloniale noodwet van Hongkong toe. Op overtreding van het verbod staat een vrijheidsstraf van een jaar of een geldboete van 25.000 Hongkongse dollar. Die avond gingen demonstranten de straat op en slopen winkels en metrostations, zodat deze de volgende dag gesloten waren. Daags daarna demonstreerden enkele honderden burgers uitgerust met ademhalingstoestellen, tegen het verbod. Een 14-jarige jongen liep een schotwond op aan zijn been tijdens de schermutselingen, die volgens de politie ernstig maar niet levensbedreigend waren. Nadat een actievoerder gearresteerd was voor het in bezit hebben van een laserpen als verboden wapen, betuigden mensen steun bij de Hongkongse kazerne van het garnizoen van het Chinese Volksbevrijdingsleger door met laserpennen op de muur te schijnen. De militairen hesen een gele vlag met daarop de waarschuwing dat de sympathisanten gearresteerd zouden kunnen worden voor het beschijnen van de kazerne met laserlicht. Soldaten in uniform werden op het dak van de kazerne gezien terwijl ze demonstranten observeerden met verrekijkers en camera's. Dit was het eerste directe contact van de demonstranten met het Chinese leger sinds de protesten begonnen.
Halverwege oktober waarschuwde de politie dat de protestacties inmiddels "geëscaleerd waren tot een levensbedreigend niveau". Activisten gooiden twintig brandbommen richting een politiebureau, terwijl andere demonstranten winkels en metrostations aanvielen en vernielden. Een politieman werd aangevallen met een stanleymes, en er ging een zelfgemaakte bom af terwijl een politieauto langsreed. Volgens de politie was dit vergelijkbaar met een terroristische actie. De demonstranten gaven echter aan geen andere mogelijkheid te hebben, en dat escalatie van geweld in dit geval onvermijdelijk was.
Ondanks verkeersbeperkende maatregelen kwamen tienduizenden demonstranten op 20 oktober bijeen voor een protestmars in het district Kowloon. Bij de mars waren talrijke demonstranten die het tegen het verbod op maskering waren. Volgens persbureau Reuters zijn tijdens de protestmars winkels en metrostations vernield en gebruikte de politie traangas tegen die demonstranten die probeerden een politiebureau in brand te steken met molotovcocktails.
Op 23 oktober 2019 werd de ontwerp-uitleveringswet officieel ingetrokken. Op dezelfde dag werd de van moord op zijn vriendin verdachte Chan Tong-kai, wiens zaak door de regering van Hongkong als voorbeeld werd genomen om de uitleveringswet te rechtvaardigen, na 19 maanden vrijgelaten. Wij werd in april voor witwaspraktijken tot 29 maanden gevangenisstraf veroordeeld en kwam vervroegd vrij wegens goed gedrag. Hij zat ook 13 maanden voorlopige hechtenis. Bij zijn vrijlating zij Chan aan dat hij spijt had van zijn daden en kondigde aan dat hij zich wil overgeven aan Taiwan om daar berecht te worden voor de moord waarvan hij verdacht wordt.
Op 26 oktober 2019 demonstreerde ziekenhuispersoneel tegen wat zij beschouwden als buitensporig geweld van de politie in de afgelopen maanden. In een interview bevestigde een arts uit een ziekenhuis dat een deel van de medische staf buiten het ziekenhuis medische hulp verleent aan gewonden. De politie van Hongkong heeft toegang tot patiënteninformatie en probeert daarmee demonstranten op te sporen. Uit angst opgepakt te worden durven sommigen zich niet in het ziekenhuis te melden. De politie mag patiëntgegevens inzien dankzij voorschriften eigenlijk die bedoeld zijn voor grote calamiteiten, maar sinds de protesten worden gebruikt voor opsporingsdoeleinden. De arts klaagde er ook over dat de politie mobiele ambulanceposten en ziekenhuizen binnenvalt, terwijl dat volgens internationaal humanitair recht niet mag.

### November

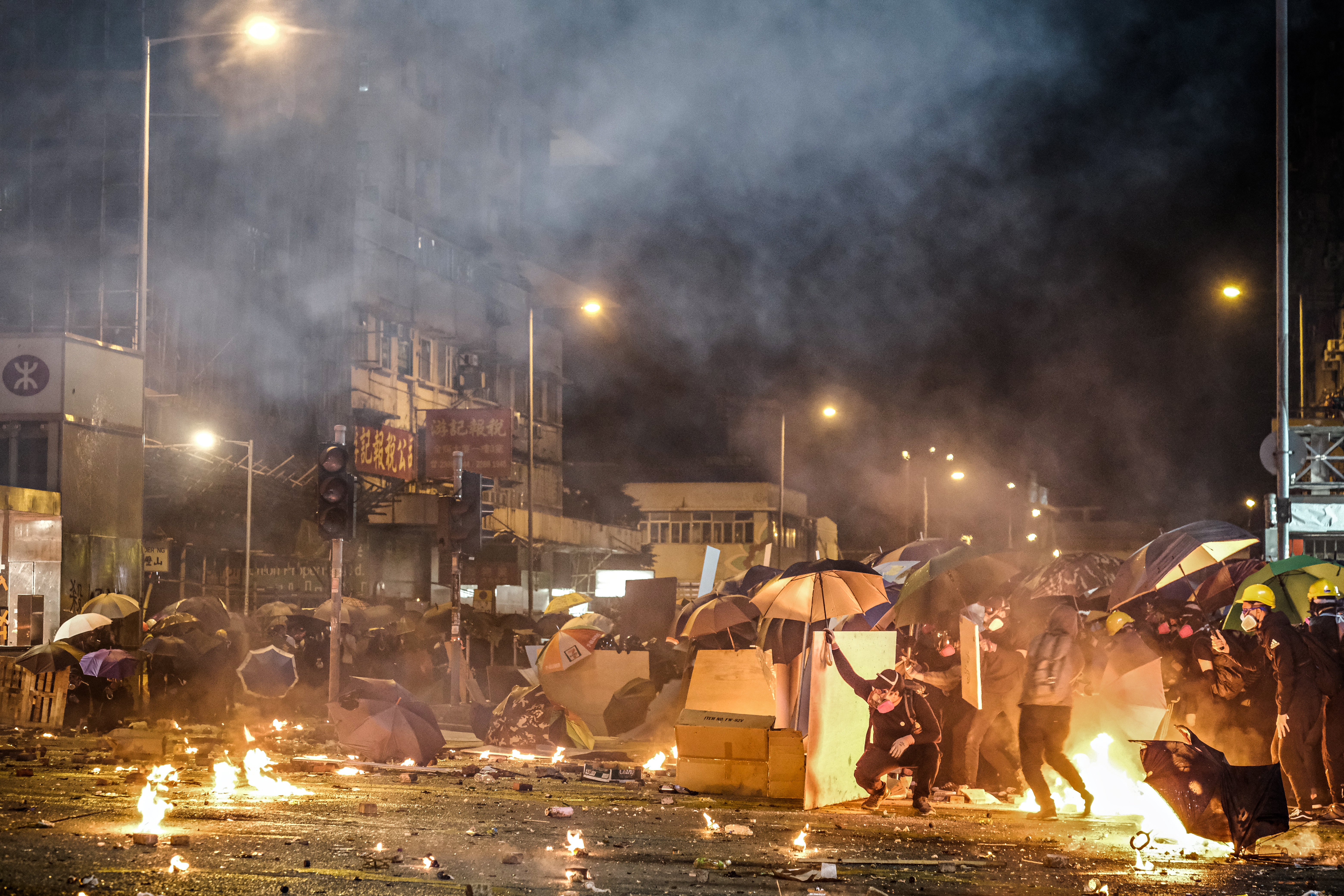
Demonstranten in Yau Ma Tei proberen politiekordon te doorbreken om demonstranten te redden die vastzaten in de Polytechnische Universiteit van Hong Kong.

De weekenddemonstraties gingen begin november door.
Op de ochtend van 2 november maakte de politie in Victoria Park kort na aanvang een einde aan een bijeenkomst van enkele duizenden actievoerders. De organisatoren werd een vergunning geweigerd voor zowel een demonstratie als een bijeenkomst in verband met de districtsverkiezingen op 24 november. Er waren overdag rellen in het gebied, waarbij de politie traangas gebruikte toen sommige demonstranten molotovcocktails gooiden naar onder meer de glazen gevel van het persbureau Xinhua.
Op zondag 3 november heeft een aanhanger van Peking verschillende demonstranten neergestoken in het oosten van Hongkong Island. Een boze menigte sloeg en schopte de aanvaller. De volgende nacht plaatsten demonstranten wegversperringen in het district Sai Kung en gooiden stenen naar de politie die op haar beurt traangas gebruikte. De 22-jarige Alex Chow, student aan de Hongkong University of Science and Technology, werd 's nachts bewusteloos en ernstig gewond aan zijn hoofd gevonden in een parkeergarage; hij was gevallen terwijl hij aan het traangas probeerde te ontsnappen en bezweek daarbij aan zijn verwondingen.
In de loop van deze maand breidden de ongeregeldheden zich uit naar doordeweekse dagen en nam het geweld toe. Zo belemmerden demonstranten op maandag 11 november de ochtendspits aanzienlijk; onder meer doordat de avond ervoor brand was gesticht in lege metrotreinen, zodat metrostations dicht moesten bleven. Een demonstrant die probeerde te voorkomen dat een politieagent een andere demonstrant arresteerde, werd neergeschoten en raakte zwaargewond in de buik. Een andere politieagent reed met zijn dienstmotorfiets in op een demonstrant. Dinsdag werd een bouwvakker in een dispuut met demonstranten overgoten met een brandbare vloeistof en in brand gestoken.
Nadat scholen en universiteiten woensdag vanwege de protesten al gesloten waren, zijn alle scholen in Hongkong donderdag de rest van de week gestopt met werken. Verschillende universiteiten hebben ook besloten het huidige semester voortijdig te beëindigen omdat de rellen daar aanhielden of er zich gewapende studenten, zoals in de polytechnische universiteit van Hongkong, schuilhielden. De politie omsingelde de polytechnische universiteit, waar de laatste groep primitief bewapende studenten zich verschanst hadden. Tegelijkertijd waren ongewapende soldaten van het Volksbevrijdingsleger ingezet om barricades te verwijderen bij de Hongkong Baptist University.
De lokale verkiezingen in Hongkong op 24 november werden gewonnen door het pro-democratiekamp, dat op een lijn staat met de demonstranten. Met een recordopkomst van meer dan 71% kreeg het pro-democratiekamp in 17 van de 18 districten een meerderheid. Ze verdrievoudigden het aantal zetels van 124 naar 388 zetels (meer dan 85%), terwijl Beijing-gezinde partijen slechts 62 zetels kregen (ongeveer 14%); een recordverlies van meer dan 242 zetels. Hoewel de gekozen vertegenwoordigers weinig politieke invloed hebben, is de verkiezing van groot belang omdat dit de enige echt democratische verkiezingen in Hongkong zijn. Het resultaat is een belangrijke steun in de rug van de protestbeweging omdat de regering van Carrie Lam herhaaldelijk had beweerd dat de demonstranten niet voor een meerderheid van de bevolking zouden spreken.

### December
Op zondag 8 december gingen volgens de organisatoren ongeveer 800.000 mensen de straat op bij een protestmars waarvoor toestemming was verleed door de autoriteiten. Volgens de politie namen slechts 183.000 mensen deel aan de overwegend vredig verlopen demonstratie.

### Januari 2020

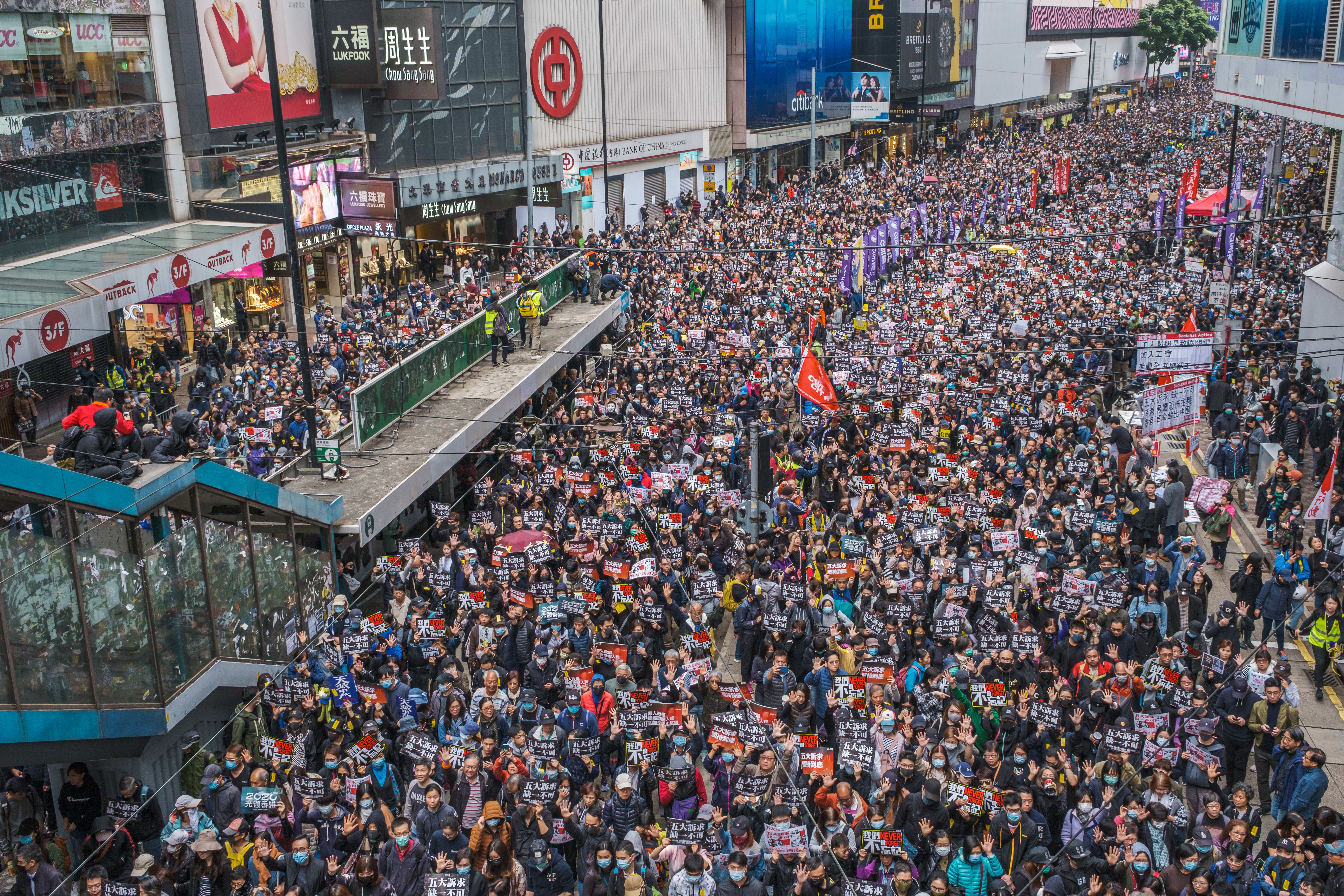
Straten stromen vol met demonstranten op nieuwjaarsdag 2020.

Op nieuwjaarsdag vonden opnieuw demonstraties plaats met honderdduizenden deelnemers. Op 19 januari vond in Central District een demonstratie plaats onder het motto "Universal Siege against Communism" ("Algemene belegering van het communisme". De organisatoren spraken van 150.000 deelnemers, terwijl de politie een schatting van maximaal 11.680 deelnemers gaf. Bij het verloop van de demonstratie verliet een deel van de deelnemers het Garden Park dat voor de demonstratie was aangewezen. Ze maakten versperringen van paraplu's, verkeerspionnen andere voorwerpen in de aangrenzende straten en haalden straatstenen uit de straat. Daarop werd er ingegrepen door de politie en kwam het tot botsingen waarbij de politie traangas inzette en een aantal politieagenten gewond raakten. De politie arresteerde de bekende activist Ventus Lau, omdat hij als organisator de voorwaarden geschonden zou hebben, waaronder de demonstratie gehouden mocht worden. Verder zou hij zich tegen het politieoptreden hebben verzet.

### Februari 2020
Door de uitbraak van de coronapandemie kwamen de massale protesten in januari. Maar in de nacht van 29 februari op 1 maart kwam het in de districten Mong Kok en Prince Edward weer tot zware schermutselingen tussen demonstranten en de politie. De schermutselingen begonnen toen ongeveer 100 demonstranten zich weigerden zich te verspreiden nadat de politie beval de demonstratie te beëindigen. De demonstranten hadden zich verzameld bij het metrostation Prince Edward, waar op 31 augustus 2019 forenzen in de metro gewond waren geraakt door politiegeweld.
Een groep demonstranten die geleidelijk groter werd, gooide molotovcocktails en stenen naar de politie. De politie reageerde met traangas en pepperspray. Een politieman trok zijn dienstwapen en richtte die op de demonstranten. Volgens de politie werd de politieman daarop met stenen, bamboestokken en andere voorwerpen aangevallen. De politie arresteerde 115 personen.

### April 2020
Half april arresteerde de politie 14 democratie-activisten. Onder hen zijn de leidende figuren die beschuldigd worden van het organiseren van illegale bijeenkomsten in 2019. De bekende namen zijn media-ondernemer Jimmy Lai en de voormalig parlementsleden Martin Lee, Margaret Ng, Albert Ho, Leung Kwok-hung en Au Nok-hin. De beweging ziet deze actie als een poging om de regering te intimideren om de oppositie het zwijgen op te leggen.

### Mei 2020
Op Moederdag werd er door enkele honderden mensen gedemonstreerd in enkele tientallen winkelcentra. De demonstranten probeerden de strenge coronabeperkingen te omzeilen, door in kleine groepjes te demonstreren. Nadat de politie een winkelcentrum binnenviel braken straatgevechten uit. Daarbij werd pepperspray gebruikt en werden 230 mensen werden gearresteerd. Volgens de demonstranten maakt Beijing misbruik van de coronabeperkingen om zijn greep op Hongkong te vergroten. Bijeenkomsten met meer dan 8 personen zijn verboden sinds de coronacrisis.
Op 24 mei kwam het voor het eerst tot protesten van betekenis sinds het uitbreken van de coronapandemie. Daarbij zette de politie waterkanonnen en traangast in tegen de actievoerders. De protesten richten zich op een geplande nieuwe veiligheidswet van de Chinese regering, die in stemming zal worden gebracht op het 13e Nationaal Volkscongres van China dat van 22-28 mei 2020 gehouden wordt. De door de Communistische Partij voorgestelde veiligheidswet bepaalt dat "afscheiding, buitenlandse invloed, terrorisme en alle opstandige activiteiten [...] gericht op het omverwerpen van de centrale regering" zullen worden gestraft. Critici, waaronder het pan-democratische kamp van de oppositie, mensenrechtenorganisaties en politici in het buitenland, zien een bedreiging voor het beginsel van één land, twee systemen waarmee de rechtsstaat en burgerlijke vrijheden enigszins zijn gegarandeerd. De staatsmedia en het lokale pro-Beijingse kamp, verwerpen deze kritiek.
In reactie hierop vroegen de Hongkongse activisten Joshua Wong en Glacier Kwong Duitsland en de EU om een wet aan te nemen die vergelijkbaar is met de Magnitsky Act.

### Juni 2020
Op 29 juni hebben de Verenigde Staten een wet aangenomen die de speciale status van Hongkong in het buitenlandbeleid van de VS teniet doet. Defensiemateriaal en hooggekwalificeerde technologie zullen dan niet meer naar Hongkong worden geëxporteerd. Eerder in juni had het Europees Parlement een motie aangenomen waarmee de Europese Unie werd opgeroepen China voor het Internationaal Strafhof in Den Haag te brengen als de nationale veiligheidswet in Hongkong wordt doorgevoerd.
Op 30 juni werd de nationale veiligheidswet van Hongkong unaniem aangenomen door het Staande Comité van het Volkscongres. De wet ging op dezelfde dag in. De inhoud van de wet werd niet bekendgemaakt. De politieke partij Demosisto, waar prominente activisten als Joshua Wong, Agnes Chow en Nathan Law deel van uitmaakten, werd na invoering van de wet opgeheven. Amnesty International noemde de wet de grootste bedreiging van de mensenrechten in de recente geschiedenis van de stad. Het Verenigd Koninkrijk zei diep bezorgd te zijn over de nieuwe wet.

### Juli 2020
Op 1 juli werd er gedemonstreerd tegen de nieuwe nationale veiligheidswet, ondanks dat de overheid dat had verboden. De politie gebruikte traangas en waterkanonnen om de demonstranten uiteen te drijven. Demonstranten riepen leuzen zoals "Hongkong onafhankelijkheid is de enige uitweg" en "bevrijd Hongkong, de revolutie van onze generatie"; zij blokkeerden daarbij wegen. Een politieagent werd in zijn arm gestoken toen die een arrestatie wilde verrichten. Er werden meer dan driehonderd demonstranten opgepakt. Zeven demonstranten werden opgepakt op grond van de nationale veiligheidswet. De eerste die werd opgepakt in verband met de nieuwe wet had een onafhankelijkheidsvlag van Hongkong bij zich. Diezelfde dag maakte het Verenigd Koninkrijk bekend dat het voor Hongkongers gemakkelijker zou worden om te naturaliseren tot Brit.
Op 2 juli maakte Nathan Law bekend dat hij Hongkong was ontvlucht, maar dat hij zijn strijd in het buitenland op internationaal niveau zou voortzetten. De volgende dag maakte Canada bekend dat het het uitleveringsverdrag met Hongkong zou opschorten. Later in de maand voegden het Verenigd Koninkrijk, Australië en Nieuw-Zeeland zich daarbij. In reactie daarop schortte China de uitleveringsverdragen met die landen op.
Op 12 juli organiseerde de pro-democratische oppositie in Hongkong onofficiële voorverkiezingen voor de parlementsverkiezingen die later in het jaar zouden worden gehouden. Daarbij brachten ongeveer 610.000 mensen hun stem uit. Een Hongkongse minister had vooraf aangekondigd dat de verkiezingen in strijd waren met de nationale veiligheidswet. Op 31 juli werden de parlementsverkiezingen van 6 september met een jaar uitgesteld. De overheid gaf aan dat zij de gezondheid van de burgers niet zou kunnen garanderen met het oog op het oplopende aantal coronabesmettingen. Critici zeggen dat de overheid politieke motieven heeft om de verkiezingen uit te stellen. De pro-democratische oppositie verwachtte een overwinning te boeken bij de verkiezingen.

### December 2020
Op 2 december werden de activisten Joshua Wong, Agnes Chow en Ivan Lam veroordeeld tot een celstraf van respectievelijk 13,5, 10 en 7 maanden.

## Reacties

### Nederland
Minister Stef Blok van Buitenlandse Zaken sprak in augustus 2019 namens de Nederlandse regering zijn bezorgdheid uit, waarbij hij vooral opriep om via overleg tot een oplossing te komen. De regering wijst beweringen dat het Westen schuld heeft aan de onlusten van de hand.

### VN en ngo's
VN-commissaris voor mensenrechten Michelle Bachelet stelde vast dat leger en politie het leven van demonstranten in gevaar hadden gebracht. Bachelet drong er bij de Hongkongse autoriteiten op aan te zorgen voor naleving van internationale regels over het gebruik van geweld bij oproer. De protesten hebben ertoe geleid dat sommige landen (zoals het Verenigd Koninkrijk, Ierland en Canada) reiswaarschuwingen of gedragsverklaringen (Zuid-Korea) naar Hongkong hebben uitgegeven.
Bovendien riepen 74 niet-gouvernementele organisaties (waaronder Reporters Without Borders, Amnesty International en Human Rights Watch) premier Carrie Lam van Hongkong in een open brief op om de wet in te trekken.

### Duitsland
Margarete Bause (Bündnis 90/Die Grünen), vicevoorzitter van de Duits-Chinese groep parlementariërs, eiste dat Duitsland en de EU zich duidelijk aan de zijde zouden scharen van de vreedzame democratiebeweging. Ook Christian Lindner, federale voorzitter van de FDP, eiste meer aandacht voor en solidariteit met de oppositie in Hongkong.
De Duitse minister van Buitenlandse Zaken Heiko Maas (SPD) ontmoette activist Joshua Wong op een informele bijeenkomst in september 2019. Het Chinese ministerie van Buitenlandse Zaken sprak vervolgens van een "gebrek aan respect" voor de soevereiniteit van de Volksrepubliek en inmenging in binnenlandse aangelegenheden. Het Duitse ministerie wees het bezwaar van de hand, met als argument dat ontmoetingen met vertegenwoordigers van het maatschappelijk middenveld gebruikelijk zijn, omdat de federale regering immers streeft naar vrijheid van meningsuiting.

### China
Staatsmedia in China waarschuwden de demonstranten, die eerder als "criminelen" bestempeld werden, te stoppen met demonstreren aangezien Hongkong "een onafscheidelijk deel van de Chinese Volksrepubliek" is; elke splitsingspoging zou worden "verpletterd". De demonstraties op 8 september duidden er volgens Beijing op dat buitenlandse troepen achter de protesten zaten.

### Hongkongers
Reuters hield verschillende peilingen met de demonstraties als onderwerp in december 2019, maart 2020 en juni 2020. Uit de laatste peiling bleek dat de steun voor de protesten en de steun voor de eisen was afgenomen in vergelijking met maart. In maart gaf 40% procent van de Hongkongers veel steun aan de protesten, maar dat aantal bleek te zijn gedaald naar 34%. Het aandeel mensen dat fel tegen de protesten was, was toegenomen van 21% (maart) naar 28% (juni). Het aandeel van diegenen die het een beetje steunden bleef gelijk op 17% en dat van diegenen die er een beetje tegen waren bleef op 7%. Diegenen die een onafhankelijke onderzoekscommissie wilden ging van 76% (maart) naar 66% (juni). De steun voor algemeen kiesrecht ging omlaag van 68% (maart) naar 61% (juni), de steun voor het opstappen van de chief executive Carrie Lam ging van 63% (maart) naar 57% (juni). De oppositie tegen alle vijf de eisen ging omhoog van 15% (maart) naar 21% (juni). De steun voor onafhankelijkheid bleef op 21%, de oppositie tegen onafhankelijkheid ging van 56% (maart) naar 60% (juni). De schuld voor de actuele situatie werd vooral gelegd bij de overheid van Hongkong (39%), 18% gaf de schuld aan het prodemocratische kamp en ook 18% gaf de schuld aan de Chinese overheid. 7% vond dat het de schuld van de politie was.